# Austhovde-minami Iwa
Austhovde-minami Iwa är en kulle i Antarktis. Den ligger i Östantarktis. Norge gör anspråk på området. Toppen på Austhovde-minami Iwa är 102 meter över havet.
Terrängen runt Austhovde-minami Iwa är kuperad söderut, men åt nordväst är den platt. Havet är nära Austhovde-minami Iwa åt nordost. Trakten är obefolkad. Det finns inga samhällen i närheten. 